# Forschungszentrum für Religion und Bildung
Das Forschungszentrum für Religion und Bildung (FZRB) ist ein interfakultäres Forschungszentrum der Friedrich-Schiller-Universität Jena. 2011 wurde es unter dem Namen „Zentrum für Religionspädagogische Bildungsforschung“ (ZRB) gegründet. Seit 2022 trägt es den Namen „Forschungszentrum für Religion und Bildung“.

## Zentrum
Das FZRB widmet sich der Begleitung, Anregung und Durchführung wissenschaftlicher Forschungsarbeiten, die religiöse Bildungsprozesse in gesamtgesellschaftlicher Verantwortung untersuchen. Bei der Tätigkeit des Zentrums stehen vergangene und gegenwärtige Bildungsprozesse im Fokus, so dass historische, systematische sowie empirische Methoden die Forschungsarbeiten bestimmen. An der Friedrich-Schiller-Universität Jena ordnet sich das FZRB als strukturbildendes Zentrum der Profillinie „Liberty“ zu, innerhalb der Theologischen Fakultät Jena prägt es die Profillinie „Religiöse Bildung im Kontext sozialer Wandlungen“. Das FZRB möchte einen Beitrag zu einem zeitgemäßen Umgang mit religiöser Vielfalt leisten.
Für herausragende Abschlussarbeiten wird seit 2015 ein von der Evangelischen Kirche in Mitteldeutschland gestifteter Examenspreis vergeben.
Personell gehörten im April 2022 dem Zentrum 23 ordentliche Mitglieder an. Dazu kamen 24 außerordentliche Mitglieder aus verschiedenen Universitäten und ein internationaler Beirat. Direktor ist seit der Gründung des FZRB Michael Wermke, Professor für Religionspädagogik der Friedrich-Schiller-Universität Jena.

## Struktur
Strukturell ist das ZRB in drei Ressorts und drei ihnen zugeordnete Arbeitsstellen gegliedert.
- Ressort „Religiöse Bildung im Kontext von Säkularisierung und religiöser Pluralisierung“
- Ressort „Religiöse Bildung in historischer Perspektive“
- Ressort „Religiöse Bildung in Schule, Religionsunterricht und Lehrer*innenbildung“
- Arbeitsstelle „Kultur- und Religionssensible Bildung“
- Arbeitsstelle „Kirchliches und schulisches Zeitschriftenwesen“
- Arbeitsstelle „Konfessionell-kooperativer Religionsunterricht in Thüringen“

Weiterhin ist das Forschungsnetzwerk „Diaspora Studies“ seit 2022 am FZRB angegliedert.

## Kooperationen
Das FZRB arbeitet mit Kooperationspartnern aus Jena, Thüringen und ganz Deutschland zusammen. Besonders enge Kooperationen bestehen zur Thüringer Universitäts- und Landesbibliothek, dem Pädagogisch-Theologischen Institut der Evangelischen Kirche in Mitteldeutschland und der Evangelischen Landeskirche Anhalts sowie zum Fachdienst für Jugend & Bildung der Stadt Jena.

## Publikationen (Auswahl)
- Miriam Beier, Holger Gabriel, Hans-Martin Rieger, Michael Wermke (Hrsg.): Religion und Bildung – Ressourcen im Alter. Zwischen dem Anspruch auf Selbstbestimmung und der Einsicht in die Unverfügbarkeit des Lebens. Leipzig 2016.
- Ralf Koerrenz, Gisela Mettele, Michael Wermke (Hrsg.): Bildung und Religion. Dokumentation der Gründungsveranstaltung des „Zentrums für Religionspädagogische Bildungsforschung“. Jena 2012.
- Katharina Muth: Bewertungskriterien ethischer und religiöser Urteilskompetenz. Eine qualitative Studie über Prüfungsaufgaben und Bewertungsvorgaben im schriftlichen Abitur des Faches Evangelische Religionslehre. Leipzig 2021.
- Katharina Muth, Michael Wermke, Gisela Mettele (Hrsg.): Religion im Transit: Transformationsprozesse im Kontext von Migration und Religion. Berlin/Boston 2021.
- Miriam Rose, Michael Wermke (Hrsg.): Religiöse Reden in postsäkularen Gesellschaften. Leipzig 2016.
- Miriam Rose, Michael Wermke (Hrsg.): Konfessionslosigkeit heute. Zwischen Religiosität und Säkularität. Leipzig 2014.
- Michael Wermke: Die Konfessionalität der Volksschullehrerbildung in Preußen. Ein Beitrag zum Schulkampf in der Weimarer Republik. Leipzig 2016.
- Michael Wermke: Ein letztes Treffen im August 1941. Kurt Silberpfennig und die Praxis religiös-zionistischer Pädagogik. Münster 2020.
- Michael Wermke (Hrsg.): Säkulare Selbstbestimmung versus religiöse Fremdbestimmung. Zur Kritik an der öffentlichen Debatte um das Beschneidungsritual. Leipzig 2014.